# Hircocerf

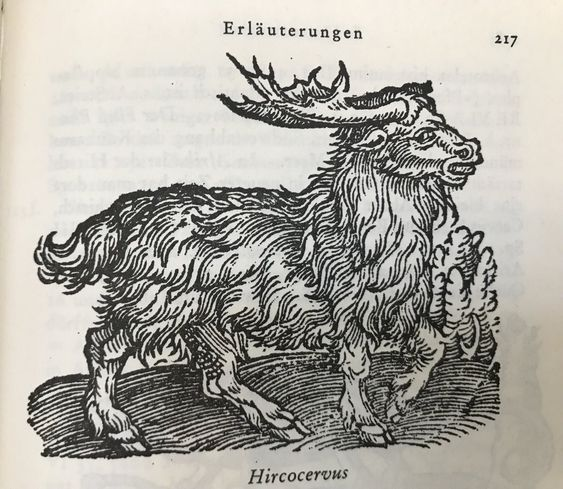
Représentation d'hircocerf dans L'Histoire naturelle de Pline l'Ancien, édition Heimeran 1973.

L'hircocerf (du latin hircus (« bouc ») et cervus (« cerf »)), appelé aussi tragélaphe (du grec ancien : τραγέλαφος (tragélaphos), « bouc-cerf » ; composé de τράγος / trágos, « bouc » et ἔλαφος / élaphos, « cerf »), est un animal fabuleux, moitié bouc moitié cerf.

## Mentions
L'une des premières mentions de l'hircocerf figure dans La République de Platon :

« Le traitement qu'on fait aux sages dans les états où ils vivent a quelque chose de si étrange et de si particulier, que personne n'a jamais éprouvé rien qui en approche; de sorte que je suis obligé de former de plusieurs parties, qui n'ont ensemble aucun rapport, le tableau qui doit servir à leur justification, et d'imiter les peintres lorsqu'ils nous représentent des hircocerfs, ou d'autres assemblages monstrueux. »

— Platon, La République, Livre VI, 259.
Dans son Histoire des Animaux, Aristote mentionne  l'hippélaphe (du grec ancien ἱππέλαφος, hippelaphos « cheval-cerf »). Quant à Pline, il parle d'un tragélaphe qui est sans doute le même animal. Buffon a reconnu sous ces deux noms un vieux cerf dont le cou finit par se couvrir de longs crins et le fait ressembler de loin à un cheval.
Dans son ouvrage De l’interprétation, Aristote a utilisé l’idée de l'hircocerf pour exprimer la notion de quelque chose de définissable, même si elle n’existe pas vraiment:

« Et de même qu'il existe dans l'âme tantôt un concept indépendant du vrai ou du faux, et tantôt un concept à qui appartient nécessairement l'un ou l'autre, ainsi en est-il pour la parole; car c'est dans la composition et la division que consiste le vrai et le faux. En eux-mêmes les noms et les verbes sont semblables à la notion qui n'a ni composition, ni division : tels sont l'homme, le blanc, quand on n'y ajoute rien, car ils ne sont encore ni vrais, ni faux. En voici une preuve : bouc-cerf signifie bien quelque chose, mais il n'est encore ni vrai, ni faux, à moins d'ajouter qu'il est ou qu'il n'est pas, absolument parlant ou avec référence au temps. »

— Aristote, De l'interprétation, Traduction de J. Tricot, 9.
Le nom d'hircocerf fut utilisé au XVIIe siècle (Fontenelle et Saint-Simon) pour désigner une chose qui n'existe pas.

« A ces reproches, il en ajouta d'autres fondés sur la lenteur de Montéléon à faire savoir en Espagne ce qui regardoit l'armement et la destination de l'escadre angloise, car il étoit persuadé que la cour de Londres; ayant mis toute son étude à tromper le roi d'Espagne par un projet idéal que le cardinal nommoit un hircocerf, attendoit seulement le moment de se déclarer en faveur de l’empereur, afin de le mettre en possession de la plus belle partie de l’Italie, et de lui donner ce nouveau moyen d’usurper les autres États de cette partie de l’Europe sans que qui que ce soit pût l’empêcher. »

— Duc Saint-Simon, Mémoire du Duc Saint-Simon, Volume 10, 153.
Ernest Renan mentionne cet animal hybride dans Souvenirs d'enfance et de jeunesse (1883) : "L'hircocerf de la scolastique, qui avait deux natures [...] comme cet animal fabuleux de Ctésias qui se mangeait les pattes sans s'en douter".
En 1935, Charles Maurras utilise le mot hircocerf dans le sens de « monstre hybride », il écrit dans L'Action française du 9 avril 1935 à propos de Léon Blum qu'il est « (un) Juif allemand naturalisé ou fils de naturalisé […], n'est pas à traiter comme une personne naturelle. C'est un monstre de la République démocratique. Et c'est un hircocerf de la dialectique heimatlos. Détritus humain à traiter comme tel […], un homme à fusiller, mais dans le dos ».

## Description
On trouve dans le traité intitulé Proprietes des Bestes une  description du tragélaphe, considéré comme hircocerf (bouc-cerf) : « Les tragélaphes sont bêtes monstrueuses et contrefaites, qui sont moitié bouc et moitié cerf. C'est une bête qui a grandes oreilles velues et longue barbe comme un bouc sous le menton. Ils ont les cornes tortues, les pieds entiers comme un cheval; haut et grand comme un cerf, et plus puissant de membres et plus gros que le cerf; et paissent l'herbe comme boeufs. »
Le cabinet des estampes conserve un dessin colorié du XVIe siècle, tiré d'un recueil anonyme, qui représente ce cheval-cerf des Indes (Aesculape, janvier 1950).